# آرتاشس آوویان
آرتاشس رولاندی آوویان (ارمنی: Արտաշես Ռոլանդի Ավոյան؛ زادهٔ ۲۵ دسامبر ۱۹۷۲) سیاست‌مدار اهل ارمنستان که نماینده دوره چهارم مجلس ملی جمهوری ارمنستان بود.
وی از دانشکده حقوق دانشگاه دولتی ایروان فارغ‌التحصیل شد.